# 버트사슴쥐
버트사슴쥐(Peromyscus caniceps)는 비단털쥐과에 속하는 설치류의 일종이다. 멕시코의 토착종으로 바하칼리포르니아수르주의 동주 해안 연안의 몬트세랫에서만 발견된다. 포식자 야생고양이 때문에 위협을 받고 있다.